# Mount Gilead (Ohio)
Mount Gilead è una località degli Stati Uniti d'America, capoluogo della contea di Morrow, nello Stato dell'Ohio.